# 3000 ليلة
3000 ليلة، هو فيلم دراما دولي، من إخراج وتأليف مي المصري، ومن بطولة ميساء عبد الهادي ونادرة عمران وكريم صالح وهيفاء آغا. عرض الفيلم في قسم السينما العالمية المعاصرة في مهرجان تورونتو السينمائي الدولي عام 2015. تدور قصة الفيلم حول مُدَرِسة فلسطينية تُعتقل في أحد السجون الإسرائيلية بسبب تهمة لم ترتكبها، وبينما هي في السجن تلد ابناً. أُختير الفيلم ليمثل الإردن عن فئة أفضل فيلم بلغة أجنبية في حفل توزيع جوائز الأوسكار التاسع والثمانون.

## قصة الفيلم
ليال مدرسة فلسطينية، تقع ضحية للاعتقال بعد أن لفقت لها قوات الاحتلال الإسرائيلي تهمة لم ترتكبها، وتودع في إحدى سجون النساء باسرائيل، ويُمارس عليها ضغوط عديدة حتى تصير جاسوسة على زميلاتها الفلسطينيات، وتزداد الأعباء أكثر مع ولادتها لإبنها في السجن.

## الممثلون
- ميساء عبد الهادي بدور "ليال"
- نادرة عمران بدور "سناء"
- كريم صالح بدور "أيمن"
- هيفاء آغا بدور "أم علي"
- عبير حداد بدور "هيفا"
- هنا شمعون بدور "فداء"
- أناهيد فياض بدور "ريحان"
- رائدة أدون بدور "شولميت"
- ركين سعد بدور "جميلة"
- يوسف أبو وردة بدور "القاضي"

## روابط خارجية
- 3000 ليلة على موقع IMDb (الإنجليزية)
- 3000 ليلة على موقع روتن توميتوز (الإنجليزية)
- 3000 ليلة على موقع قاعدة بيانات الأفلام العربية
- 3000 ليلة على موقع ألو سيني (الفرنسية)
- 3000 ليلة على موقع أول موفي (الإنجليزية)
- 3000 ليلة على موقع فيلمافينيتي (الإسبانية)
- 3000 ليلة على موقع قاعدة بيانات الأفلام السويدية (السويدية)
- 3000 ليلة على موقع قاعدة بيانات الفيلم (الإنجليزية)
- 3000 ليلة على موقع ليتربوكسد (الإنجليزية)
- 3000 ليلة على موقع كينوبويسك (الروسية)